# Virginia United Football Club
Virginia United Football Club é um time de futebol estadunidense da cidade de Woodbridge, Virgínia. O clube disputa a competição amadora de futebol Woodbridge Virginia Adult Soccer League, e ganhou reconhecimento em 2019 quando se classificou para U.S. Open Cup daquele ano.